# Éoliens
Pour les articles homonymes, voir Éolien.
 (mai 2010).
Si vous disposez d'ouvrages ou d'articles de référence ou si vous connaissez des sites web de qualité traitant du thème abordé ici, merci de compléter l'article en donnant les références utiles à sa vérifiabilité et en les liant à la section « Notes et références ».

Peuplement des côtes d'Asie Mineure par les Éoliens (du)

Les Éoliens sont l'une des quatre tribus de la Grèce antique. Leur nom vient du fait qu'ils sont considérés comme les descendants d'Éole fils d'Hellen. Leur langue, l'éolien, est un des principaux dialectes du grec ancien.
Selon la mythologie, ils sont originaires de Thessalie et se déplacent à la suite de l'invasion dorienne. Les Éoliens occupent certains des territoires abandonnés, fondant la cité de Delphes[réf. nécessaire] et peuplant une partie des côtes de l'Asie Mineure, la région appelée Éolie, ainsi que la Béotie. 
Selon Hérodote, les Éoliens sont précédemment appelés Pélasges.